# Majma (plaats)
Majma (Russisch: Майма) is een dorp (selo) in de Russische autonome deelrepubliek Altaj en het bestuurlijk centrum van het district Majminski en de op een na grootste stad binnen deze republiek. De bevolking bedroeg 12.856 personen in 1989 en 15.344 in 2002. De plaats ligt aan de Tsjoejatrakt (M52), aan instroom van de gelijknamige rivier in de Katoen. Na Majma start naar het oosten toe het bergdeel van de Tsjoejatrakt en naar het westen toe leidt deze weg naar het bestuurlijk centrum van de republiek, de stad Gorno-Altajsk. Hoewel de kart aangeeft dat de afstand tussen deze beide plaatsen 9 kilometer bedraagt, vormt Majma in feite een uitgestrekte buitenwijk van Gorno-Altajsk. Dit heeft geleid tot de discussie of Majma niet opgenomen moet worden als onderdeel van de stad.
In Majma bevinden zich verschillende winkels, een bioscoop en een huis van cultuur, waarin zich het museum "stenen van de Altaj" (Kamni Altaja) bevindt. In dit museum bevinden zich enkele rotsmodellen, versteende dieren en stenen voorwerpen.
Op 8 kilometer ten oosten van Majma bevindt zich de luchthaven Gorno-Altajsk.